# Macristis flavipennis
Macristis flavipennis là một loài bướm đêm trong họ Noctuidae.